# Pílulas Azuis
Pílulas azuis (Pilules bleues no original) é um romance gráfico autobiográfico escrito e ilustrado por Frederik Peeters, contando a história de quando se apaixonou por uma mulher com HIV positivo. O livro ganhou o Troféu HQ Mix de melhor edição especial estrangeira.